# ロバート・ケーゲル
ロバート・ケーゲル（Robert Koegel）は、アメリカ合衆国の心理学者。スタンフォード大学医学部精神医学・行動科学科上級研究員。『Journal of Positive Behavior Interventions（ポジティブ行動介入ジャーナル）』の創設編集者。妻のリン・ケーゲルとともに、自閉スペクトラム症の療育プログラムであるピボタル・レスポンス・トリートメント（PRT）を共同開発した。

## 経歴
1965年9月から1967年6月までウィスコンシン大学マディソン校で学び、心理学の学士号を取得。1967年9月から1971年6月にはカリフォルニア大学ロサンゼルス校（UCLA）に在籍し、発達心理学と臨床心理学の修士号と博士号を取得。指導教官はロバース法で知られるオレ・イヴァ・ロヴァス博士。
1971年7月から2017年12月まで、カリフォルニア大学サンタバーバラ校に所属し、教育・カウンセリング学、臨床心理学、学校心理学の分野で教授職を務めたほか、同校の「ケーゲル自閉症センター」所長を務めた。2017年7月よりスタンフォード大学に勤務。精神医学・行動科学科にて上級研究員として自閉症の研究を実施している。

## 表彰
- セサミストリートを制作する「チルドレンズ・テレビジョン・ワークショップ」より、第1回「子どもの生活を明るくする賞」
- Autism Speaksより第1回「科学と研究」賞
- 国際行動分析学会より「行動分析における永続的なプログラム的貢献」賞[5]

## 著書
- 発達障がい児のための新しいABA療育 PRT（Pivotal Response Treatment）の理論と実践（2016年）
- 機軸行動発達支援法（2009年）
- 自閉症児の発達と教育―積極的な相互交渉をうながし、学習機会を改善する方略（2002年）
- Pivotal Response Treatment for Autism Spectrum Disorders, Second Edition
- Positive Behavioral Support